# Liolaemus espinozai
Liolaemus espinozai este o specie de șopârle din genul Liolaemus, familia Tropiduridae, descrisă de Fernando Abdala în anul 2005. Conform Catalogue of Life specia Liolaemus espinozai nu are subspecii cunoscute.